# 기황후 묘
기황후 묘 또는 기황후 능는 중국 원나라의 마지막 황제 원 순제의 황후인 기황후의 묘로 추정되는 묘이다. 대한민국 경기도 연천군 연천읍 상리 산145에 소재해 있다. 그러나 오랫동안 정비, 관리되지 않아 주변지역은 경작지와 민묘가 들어서는 등 훼손되어 있는 상태이다. 2013년 11월 25일 연천군의 향토문화재 제18호로 지정되었다.

## 개요
기황후는 고려인 子敖(자오)의 딸로, 고려말 권신 기철의 누이동생이며 北元(북원) 昭宗(소종)의 생모이기도 하다.  기록에 皇后塚(황후총)이라 하여 ‘현에서 동쪽 20리 재궁동에 소재하며 속전하기를 元(원) 順帝(순제) 기황후가 장례를 고국에서 치르기를 원해 이곳에 장사지냈다’고 전한다.
이 지역은 그녀의 묘소가 안장되어 있고, 기황후 묘의 사당인 재실 또는 재궁이 있었다 하여 주변 지역은 재궁동(齋宮洞)이라는 이름으로도 불렸다.
그 뒤 실전되었다가 조선중기부터 동국여지승람 등의 기록에도 연천현 동쪽에 기황후의 묘소가 있었다는 기록이 전해졌고, 1656년 사학자 반계(磻溪) 유형원(柳馨遠)이 편찬한 <동국여지지>(東國與地志)에는 속전원순제기황후묘(俗傳元順帝奇皇后墓)라 하여 기황후능에 대한 기록이 존재하고 있었다.
조선 영조 때 간행된 동국여지승람은 연천현 동북쪽 15리에 원나라 순제 기황후의 묘와 석인, 석양, 석물 등이 있다'고 전한다. 1899년 간행된 연천현읍지에는 좀더 구체적인 묘사가 나온다. '황후총은 동쪽 20리 재궁동(齋宮洞)에 있는데, 세속에서 전하길 원 순제 기황후가 고국에 돌아가 묻히기를 원해서 이곳에 장사지냈다'고 돼 있다. 기황후 묘소 주변에서 고려양식의 어글무늬 기와가 많이 발굴되기도 했다. 기황후의 묘는 현재 미발굴 상태이다.
상리 상리초등학교에서 연천군 군남면 옥계리 방향으로 가는 길 오른쪽 재궁동 언덕, 상1리 산145번지 야산에 소재해 있으나 한국전쟁으로 곡장과 비석, 석물 등이 모두 실전되었다. 비지정문화재라 하여 보존처리되지 않고 있으며, 묘소 주변은 경작지로 활용되고 있고 민간인 묘소가 들어서 있다. 주변 지역에는 측근 또는 친척으로 추정되는 인물의 고분군인 마정승묘, 이정승묘 등이 존재하고 있으나 역시 보존처리되지 않고 있다.

## 재궁동의 유래
기황후의 묘와 재실이 있던 지역은 현재의 연천군 연천읍 상리 신망리역 주변 지역으로, 기황후를 모신 재실, 재궁에서 이름이 유래하여 재궁동(齋宮洞)이라 불렸다. 이는 발음이 순화되어 쟁골이라 불리기도 했고, 아랫쟁골, 윗쟁골 등으로 마을이 나뉘기도 했다.
기황후 묘 동쪽에는 마정승 묘(馬政丞 墓)와 이정승 묘(李政丞 墓)로 알려진 고분 2기가 존재한다. 측근이나 가까운 사람들의 묘역으로 추정되나 매장자의 정확한 신분은 알 수 없고 이 고분들 역시 방치되어 있다.
마정승 묘는 기황후 묘소의 동쪽, 아랫쟁골과 쟁골 사이, 북쪽으로 뻗어 나온 산부리에 있다. 이는 단지 전설상에 마정승 묘라 전해 올 뿐, 피장인의 이름과 관직 등 자세한 내용이 전해오지 않고 있다. 봉분은 허물어져 형태를 알아볼 수 없고, 마을 주민들의 제보에 의하면 일제 강점기 때까지 봉분 아래 도로변에 있었던 비석 또한 논 속에 매몰되어 있다. 이정승 묘(李政丞 墓)는 마정승 묘의 동쪽, 산부리 끝에 있는 고분으로, 상석·문관석 등의 석물이 남아 있으나, 매장된 인물이 정확히 누군가는 알 수 없다.

## 같이 보기
- 기황후
- 원 혜종
- 마정승묘
- 이정승묘
- 신망리역
- 연천읍